# BELLADONNA
『BELLADONNA』（ベラドンナ）は1985年4月5日にリリースされた門あさ美の7枚目のアルバムである。

## 解説
ムーンライダーズの面々がサポートししている。

## 収録曲

### Side 1
1. 香港クルーズ (3:50)
作詞・作曲：門あさ美　編曲：鷺巣詩郎
2. 百夏繚乱 (4:39)
作詞・作曲：門あさ美　編曲：白井良明
3. 月を抱いたヴィーナス (3:53)
作詞・作曲：門あさ美　編曲：白井良明
4. 50'sと80's (4:47)
作詞・作曲：門あさ美　編曲：白井良明
5. 星への誘惑 (4:29)
作詞・作曲：門あさ美　編曲：白井良明

### Side 2
1. リュムナデス (4:20)
作詞・作曲：門あさ美　編曲：鷺巣詩郎
2. 美人 (4:20)
作詞・作曲：門あさ美　編曲：岩崎工
3. キサスキサス (4:05)
作詞・作曲：門あさ美　編曲：鷺巣詩郎
4. 闘魚（ランブルフィッシュ） (5:21)
作詞・作曲：門あさ美　編曲：岩崎工
5. 緑色の饗宴 (4:04)
作詞・作曲：門あさ美　編曲：岩崎工

## スタッフ・クレジット

### 参加ミュージシャン
- 今剛 - エレクトリック・ギター
- 白井良明 - エレクトリック・ギター、アコースティック・ギター、Emulator、コーラス
- 鈴木智文 - エレクトリック・ギター
- 吉川忠英 - アコースティック・ギター
- 鈴木博文 - エレクトリックベース、コーラス
- 高水健司 - エレクトリックベース
- 中原信雄 - エレクトリックベース
- 石川雅春 - ドラムス
- 橿渕哲郎 - ドラムス、キーボード、コーラス
- 山木秀夫 - ドラムス
- 岩崎工 - キーボード
- 鷺巣詩郎 - キーボード
- 山田秀俊 - キーボード
- 前野佳代子 - バッキング・ボーカル

### 制作スタッフ
- ディレクター -  山口喜由
- レコーディング・エンジニア - 村上輝生、松原マサノリ
- ミキシング・エンジニア - 村上輝生
- 写真 - 佐藤奈々子

## リリース日一覧
| 地域 | リリース日     | レーベル                               | 規格                      | カタログ番号 | 備考         |
| ---- | -------------- | -------------------------------------- | ------------------------- | ------------ | ------------ |
| 日本 | 1985年4月5日   | ユニオン                               | 30cmLP                    | UL-13        |              |
| 日本 | 1985年4月5日   | ユニオン                               | カセット                  | U4BC-47      |              |
| 日本 | 1985年5月1日   | ユニオン                               | 12cmCD                    | 30CH-24      |              |
| 日本 | 1990年11月21日 | コンチネンタル                         | 12cmCD                    | TECN-18059   |              |
| 日本 | 2005年8月4日   | ヤマハミュージックコミュニケーションズ | デジタル・ダウンロード    | 75767947     | iTunes Store |
| 日本 | 2007年10月24日 | ビクターエンタテインメント             | デジタルリマスター 12cmCD | VICL-62613   | 紙ジャケット |